# Кейлихис, Яков Иосифович
Кейлихис, Яков Иосифович (11 мая 1872, Балта, Российская империя — 1950, Баку, Азербайджанская ССР) — советский скульптор, заслуженный деятель искусств Азербайджанской ССР (1949). Автор первого скульптурного памятника в Баку.

## Жизнь и творчество до бакинского периода
Родился в 1872 году в городке Балта в многодетной еврейской купеческой семье Иосифа Кейлихиса. Через некоторое время, в связи с расширением бизнеса, Иосиф Кейлихис переезжает в Одессу. Уже в Одессе, с благословения отца, Яков Кейлихис поступает в Одесскую рисовальную школу, а затем — в Одесское художественное училище, где учится в классе профессора из Флоренции Луиджи Йорини. Там же и выявилась склонность Кейлихиса к скульптурному жанру. На одесской выставке за бюст императора Каракаллы Яков Кейлихис получает бронзовую медаль. Затем поступает в Петербургскую Императорскую Академию художеств. Благодаря успехам в учёбе его направляют в Италию, во Флорентийскую Академию Художеств, к профессору Монти, в мастерской которого, после завершения стажировки, он продолжает работать. Первая крупная работа Якова Кейлихиса экспонировалась на художественной выставке во Флоренции в 1897 году и изображала мальчика, поймавшего на морском берегу краба. После Флоренции Яков Кейлихис много путешествует по Европе, и в 1908 году вместе с семьей переезжает в Баку, переживавшего на заре XX века нефтяной бум.

## Творчество (1908—1950)
В 1909 Кейлихис открывает первое в Азербайджане скульптурное училище — студию лепки и каменорезного дела, где преподавал лепку и теску камня и вел занятия по рисунку. Выпускники этого училища развили традиционное искусство азербайджанского орнамента, их орнаментами, в частности, отделаны дома на Телефонной улице (совр. улица 28 Мая) и здание Сабунчинского вокзала. Ряд работ Кейлихиса были посвящены азербайджанской тематике тех лет: барельефы: «Амбал», голова мальчика — «Бакинский гаврош», барельефные портреты деятелей культуры Махмудбекова и Ганиева.
В 1912 году Кейлихис совместно с посетившим Баку другом юности знаменитым жипописцем Исааком Бродским и другими бакинскими художниками Н. Мухиным, С. Олейниковым-Разиным и С. Рыбиным стал одним из учредителей Бакинского художественного общества, которое в дальнейшем много сделало для распространения и развития изобразительного искусства в дореволюционном Азербайджане. В 1920 студия лепки и каменорезного дела Кейлихиса декретом Народного комиссариата просвещения Азербайджанской ССР была закрыта, но на её базе был создан Азербайджанский Индустриальный институт, позднее переименованный в Институт нефти и химии (нынешняя Азербайджанская Государственная Нефтяная Академия). При новом институте Кейлихис преподавал почти 30 лет и был избран заведующим скульптурного отделения. В 1920 Кейлихис создал небольшой памятник — бюст Карла Маркса на Приморском бульваре (нынешний Национальный Парк), носящий в то время имя Карла Маркса. Эта работа, как и работы других скульпторов, приглашенных из Москвы для украшения Приморского бульвара, до наших дней не сохранились. С этого периода начинаются первые попытки включения скульптуры в архитектурные ансамбли Баку.
В 1922 году, к I съезду народов Востока, который состоялся в Баку, Кейлихис создаёт скульптурный памятник азербайджанского поэта — сатирика Мирза Алекбера Сабира, который был установлен в сквере около Исмаилии (нынешнее здание Президиума Национальной Академии Наук Азербайджана). Мало кому известен такой занимательный исторический факт, что памятник Сабиру был первым монументальным скульптурным изображением человека на всём мусульманском Востоке. В 1958 году памятник Сабира работы Кейлихиса был заменён на памятник работы Джалала Гарягды. Яков Кейлихис в 1934 году снимал посмертную маску с азербайджанского поэта Джафара Джаббарлы. После кончины супруги Веры Алесковской в 1939 отошел от активной творческой деятельности, посвятив себя преподаванию. Был сторонником и пропагандистом архитектурного стиля «баухаус». В 1949 году за большую 40-летнюю плодотворную работу в республике получил звание заслуженного деятеля искусств Азербайджанской ССР.
Скончался в 1950 году, в Баку. С самого своего приезда в Баку и до самой своей смерти в Яков Кейлихис не менял место проживания — жил по улице Нижне-Приютской, 129, квартира 21 (впоследствии ул. Камо, а сейчас — ул. Рагимова). В этой же квартире затем прожил всю свою жизнь от рождения до смерти его единственный сын Борис Кейлихис с семьёй, а затем с рождения до отъезда из Баку его единственный внук Иосиф Кейлихис. Единственный его правнук назван в его память и он тоже Яков Иосифович Кейлихис.